# 2018년 동계 올림픽 인도 선수단
2018년 동계 올림픽 인도 선수단은 대한민국 평창에서 개최될 2018년 동계 올림픽에 참가하는 올림픽 인도 선수단이다.
이번 대회에서는 남자 선수 두 명이 크로스컨트리와 루지 종목에 각각 참가한다. 여자 선수는 명단에 없다.

## 참가 선수
다음은 각 종목별 참가 현황이다.
| 종목         | 남자 | 여자 | 총합 |
| ------------ | ---- | ---- | ---- |
| 크로스컨트리 | 1    | 0    | 1    |
| 루지         | 1    | 0    | 1    |
| 총합         | 2    | 0    | 2    |

## 메달 집계
| 종목 | 1 | 2 | 3 | 합계 |
| 합계 |   |   |   |      |

## 종목별 성적

### 루지
2017-18 루지 월드컵에서 38위에 오른 시바 케샤반 선수가 출전 자격을 부여받아 이번 대회에 나설 예정이다. 이로써 케샤반 선수는 6회 연속 올림픽 루지 종목에 출전할 수 있게 되었다. 동시에 이번 대회가 마지막 올림픽 출전이 될 예정이다.
| 선수        | 세부 종목 | 1차 시기 | 1차 시기 | 2차 시기 | 2차 시기 | 3차 시기 | 3차 시기 | 4차 시기 | 4차 시기 | 합계 | 합계 |
| 선수        | 세부 종목 | 기록     | 순위     | 기록     | 순위     | 기록     | 순위     | 기록     | 순위     | 기록 | 순위 |
| 시바 케샤반 | 남자 싱글 |          |          |          |          |          |          |          |          |      |      |

### 크로스컨트리 스키
인도에는 총 한 명의 선수가 배정됐으며, 남자 선수인 자그디시 싱 선수가 출전할 예정이다.
남자
- 자그디시 싱